# Беккет, Эдвард, 5-й барон Гримторп
Эдвард Джон «Тедди» Беккет, 5-й барон Гримторп и 9-й баронет Лидс (англ. Edward John "Teddy" Beckett, 5th Baron Grimthorpe and 9th Baronet of Leeds; родился 20 ноября 1954 года) — британский пэр. Гоночный менеджер покойного принца Халида Абдуллы, который умер в январе 2021 года.

## Происхождение семьи и ранняя жизнь
Родился 20 ноября 1954 года. Старший сын Кристофера Беккета, 4-го барона Гримторпа (1915—2003), и Элизабет, леди Гримторп (1925—2020), ранее леди Элизабет Ламли, дочери Лоуренса Ламли, 11-го графа Скарбро, из замка Ламли, графство Дарем. Он стал 5-м бароном Гримторпом после смерти своего отца в 2003 году .
Отец лорда Эдварда, 4-й барон Гримторп, был страстным наездником с репутацией проницательного игрока. Он был членом жокейского клуба и директором ипподрома в Тирске и держал несколько лошадей на тренировках. Его конезавод в Уэстоу-Холле, который он восстановил в 1965 году, отвечал за разведение миссис Макарди, победительницы 1000 гиней в 1977. Дед Эдварда, 3-й барон Гримторп, выиграл с Фортиной Золотой кубок Челтнема в 1947 году.
Нынешний лорд Гримторп с ранних лет увлекался скачками. В интервью газете «Рейсинг Пост» он вспомнил, что у него было два шиллинга с матерью на Ларкспуре, чтобы выиграть Дерби в 1962 году. Будучи школьником, он видел единственное поражение бригадира Джерарда Роберто в Йорке в 1972 году.
Гримторп получил образование в школе Харроу. Гримторп служил пажом на свадьбе принца Эдуарда, герцога Кентского, с Кэтрин Уорсли 8 июня 1961 года.

## Менеджер по скачкам
Лорд Гримторп сделал успешную карьеру в качестве агента по разведению скота, проработав более двадцати лет в Британском агентстве по разведению скота, к которому он присоединился в качестве своей первой работы, и покупая лошадей, среди прочего, от имени герцога Девонширского. В 1999 году он стал агентом и менеджером по скачкам принца Халида Абдуллы, сменив Гранта Причарда-Гордона. Он отвечает за надзор за всемирной гоночной операцией принца Juddmonte Farms, в которой в 2011 году участвовало 700—800 лошадей на десяти фермах в Соединённом Королевстве, Ирландии и США, а также около 250 лошадей тренировались с 13 различными тренерами.
Его широко хвалили за его вклад в длительный период значительного успеха операции Джаддмонте. В 2003 году у принца Халида было 78 победителей в Великобритании и 58 во Франции, что сделало его чемпионом-владельцем в обеих этих странах; в том же году он занял третье место в чемпионате американских владельцев. Принц снова стал чемпионом Великобритании по гонкам на плоской подошве в 2010 году с 74 победителями и призовым фондом более 3 миллионов фунтов стерлингов; и он снова завоевал титул в 2011 году, когда у него было 63 победителя и он выиграл призовые на общую сумму более 3,4 миллиона фунтов стерлингов.
Лорд Гримторп был избран в Жокейский клуб в декабре 2007 года , а в 2011 году он был назначен председателем гоночного комитета в Йорке.

## Личная жизнь
Лорд Гримторп был дважды женат. В 1992 году его первой женой стала Кэри Элизабет Грэм, дочь Робина Грэма. Брак был расторгнут в 2009 году. У них есть один сын:
- Достопочтенный Гарри Максимилиан Беккет (родился 28 апреля 1993 года), наследник титула[1]

14 июня 2013 года барон Гримторп женился вторым браком на Эмме Хелен Беньон (урожденной Вильерс) (род. 16 октября 1963), бывшей жене политика консервативной партии Ричарда Беньона (род. 1960) .
Тренер по скачкам Ральф Майкл Беккет (род. 1971) — двоюродный брат 5-го лорда Гримторпа.